# Angela Bubba
Angela Bubba (Catanzaro, 14 febbraio 1989) è una scrittrice e giornalista italiana.

## Biografia
Nata da padre mesorachese e da madre originaria di Petronà (CZ), frequenta il liceo classico Diodato Borrelli di Santa Severina (KR) e successivamente si iscrive all'Università "La Sapienza" di Roma, dove si laurea con lode presentando una tesi su Elsa Morante.
Nel 2006 è vincitrice del premio Verga "Novelle dal vero" grazie al racconto Il matrimonio.
Nel 2007 è finalista al premio Subway-Letteratura dell'Università IULM di Milano; nello stesso anno si aggiudica il secondo posto al Premio Campiello Giovani con il racconto Quarto di luna; nel 2008 ottiene un altro secondo posto al Premio Italo Calvino di Torino.
Nel 2009 pubblica il suo primo romanzo, La casa, che le fa valere un posto tra i dodici finalisti della 63ª edizione del Premio Strega (2010).
Nel 2010 pubblica il suo terzo racconto, Bunker, il quale nello stesso anno è stato poi adattato da Massimiliano Palmese per l'omonima rappresentazione teatrale avvenuta al Teatro Nuovo di Napoli.
Nel 2012 pubblica il romanzo, MaliNati, edito da Bompiani.
Nel 2016 pubblica il saggio "Elsa Morante madre e fanciullo" editore Carabba, vincitore del Premio Elsa Morante sezione critica 2016, e con Giorgio Ghiotti "Via degli Angeli:1", Bompiani.
Nel 2022 esce per Ponte alle Grazie il suo Elsa, romanzo biografico sulla vita di Elsa Morante, per il quale riceve il premio per la narrativa giovane in occasione dei premi Flaiano 2022.

## Critica
Il romanzo Elsa ha ricevuto una recensione negativa sulle colonne di Avvenire dal critico letterario Massimo Onofri, che scrive: «Il tono della voce di Elsa è già insostenibilmente alto. Le metafore risultano da subito ardite, se non parossistiche. I dialoghi hanno talvolta un che di implausibile, di esteticamente insincero». Aggiunge inoltre che «Elsa Morante è il mito personale dentro cui Angela Bubba, sin dalle prime righe, imbozzola sé stessa in quanto donna e scrittrice».

## Opere

### Libri
- La casa (Elliot, 2009), romanzo; ISBN 978-88-6192-098-9
- MaliNati (Bompiani, 2012), romanzo; ISBN 978-88-452-6938-7
- Elsa Morante madre e fanciullo (Carabba, 2016), saggio; ISBN 978-88-634-4396-7
- Via degli Angeli (con Giorgio Ghiotti, Bompiani, 2016), romanzo; ISBN 978-88-452-8306-2
- Preghiera d'acciaio (Bompiani, 2017), romanzo; ISBN 978-88-452-8180-8
- Elsa (Ponte alle Grazie, 2022), romanzo; ISBN 9788833315294

### Racconti
- I ragazzi del Campiello 12 (Marsilio, 2007); ISBN 978-88-317-9285-1
- Bunker (2010)